# Екатерингофский мост
Екатеринго́фский мост — автодорожный металлический балочный мост через Екатерингофку в Адмиралтейском/Кировском районе Санкт-Петербурга, соединяет Безымянный и Гутуевский острова. Объект культурного наследия России регионального значения. До ремонта 1987—1989 годов был самым коротким и единственным однопролётным разводным мостом в городе. 

## Расположение
Расположен в створе Рижского проспекта, соединяя его с Гапсальской улицей. 
Выше по течению находится Гутуевский мост.
Ближайшая станция метрополитена — «Нарвская».

## Название
Проектное название моста — Рижский, оно было дано по Рижскому проспекту и употреблялось первое время, хотя и не было официальным. Инженеры, руководившие строительством, решили назвать мост Галицким, в честь побед русской армии в Галиции в 1914—1915 годах, однако название не прижилось. Наконец, в 1920 году мост получил официальное название Екатерингофский, по реке, которую он пересекает.

## История
Вопрос о строительстве моста через Екатерингофку по Рижскому проспекту поднимался уже в начале XX века Министерством торговли и промышленности и Петербургским торговым портом, которые были весьма заинтересованы в существовании постоянного моста для связи Гутуевского острова с материковой частью. В 1903 году профессором Николаевской инженерной академии В. Г. Тюриным, по поручению городской Управы, были составлены три эскизных проекта этого моста: откатной системы, двухрукавной симметрической поворотной и двухрукавной несимметрической поворотной. Также в управу поступил эскизный проект однопролётного разводного моста американской фирмы «The Sherzer Rolling Lift Bridge Company». Городская Управа и Петербургский округ путей сообщения признали наиболее желательным к осуществлению мост по проекту фирмы «Шерцер», но главное управление торгового мореплавания и портов, для нужд и на средства которого строился этот мост, высказалось против этой системы и одобрило проект моста профессора Тюрина двухрукавной поворотной системы. 
В 1907 году городская дума одобрила проект разводного моста по системе Шерцера, составленный В. Г. Тюриным.
Строительство велось в 1910—1914 годах при непосредственном участии Общества Путиловских заводов, строительными работами руководили инженеры А. П. Пшеницкий и Д. Я. Акимов-Перетц. По конструкции мост был однопролётным металлическим разводным. Несмотря на завершение строительных работ в 1914 году, официально мост был введён в эксплуатацию лишь в 1917 году. 
Мост строился с учётом движения трамвая. Трамвайное движение началось в 1923 году (маршрут №17) и осуществлялось до июня 2001 года. В ноябре 1941 года, во время Великой Отечественной войны, в один из устоев моста попала фугасная авиабомба, взрывом которой сместило и немного развернуло устой. Результатом взрыва явилось смещение и разворот (в плане) этого устоя, вследствие чего крыло, обращённое к Гутуевскому острову, перекосилось; эти деформации привели к тому, что первоначальная конструктивная схема приобрела совершенно иные, не предусмотренные проектом, несущие способности: пролётное строение, решенное трёхпролётной балкой с шарниром в середине, превратилось в трёхшарнирную арку. В 1950 году был составлен проект его реконструкции, по которому пролётное строение приводилось к расчетной схеме и обеспечению нормальной работы хвостовых и средних замков. Но этот проект не был осуществлён, а мост длительное время разводился и поддерживался ремонтными работами. В 1987—1989 годах по проекту инженера «Ленгипроинжпроекта» Б. Н. Брудно была произведена реконструкция моста, в результате которой шарнирная трёхпролётная система превращена в трёхпролётную неразрезную балку.

## Галерея

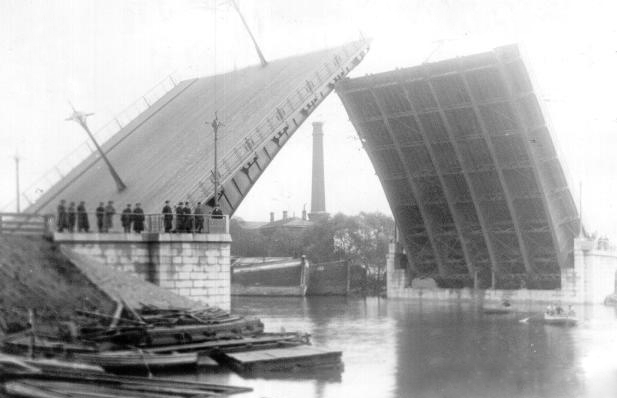
Пробная разводка моста, 1914 год
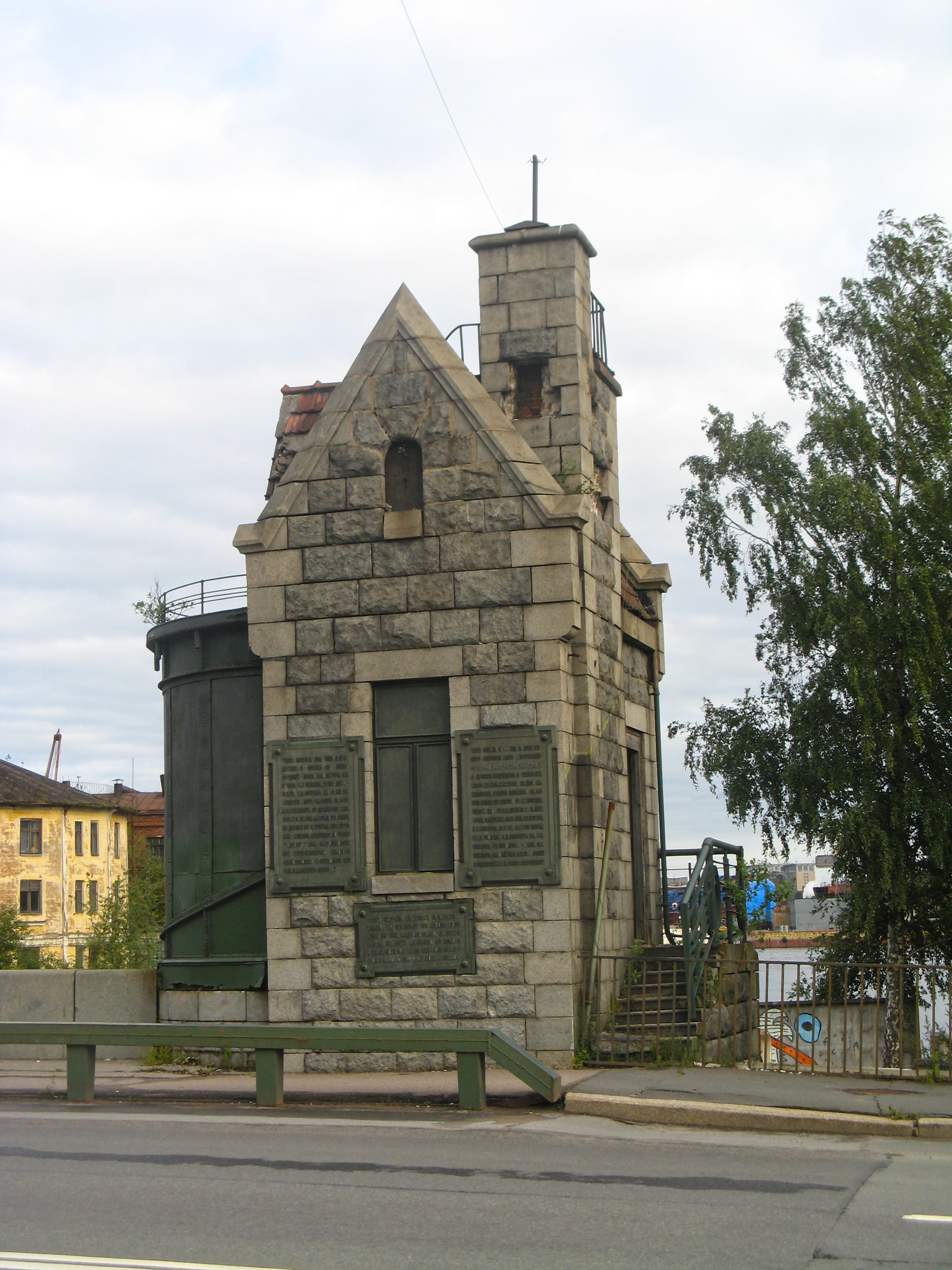
Павильон разводного механизма до реставрации
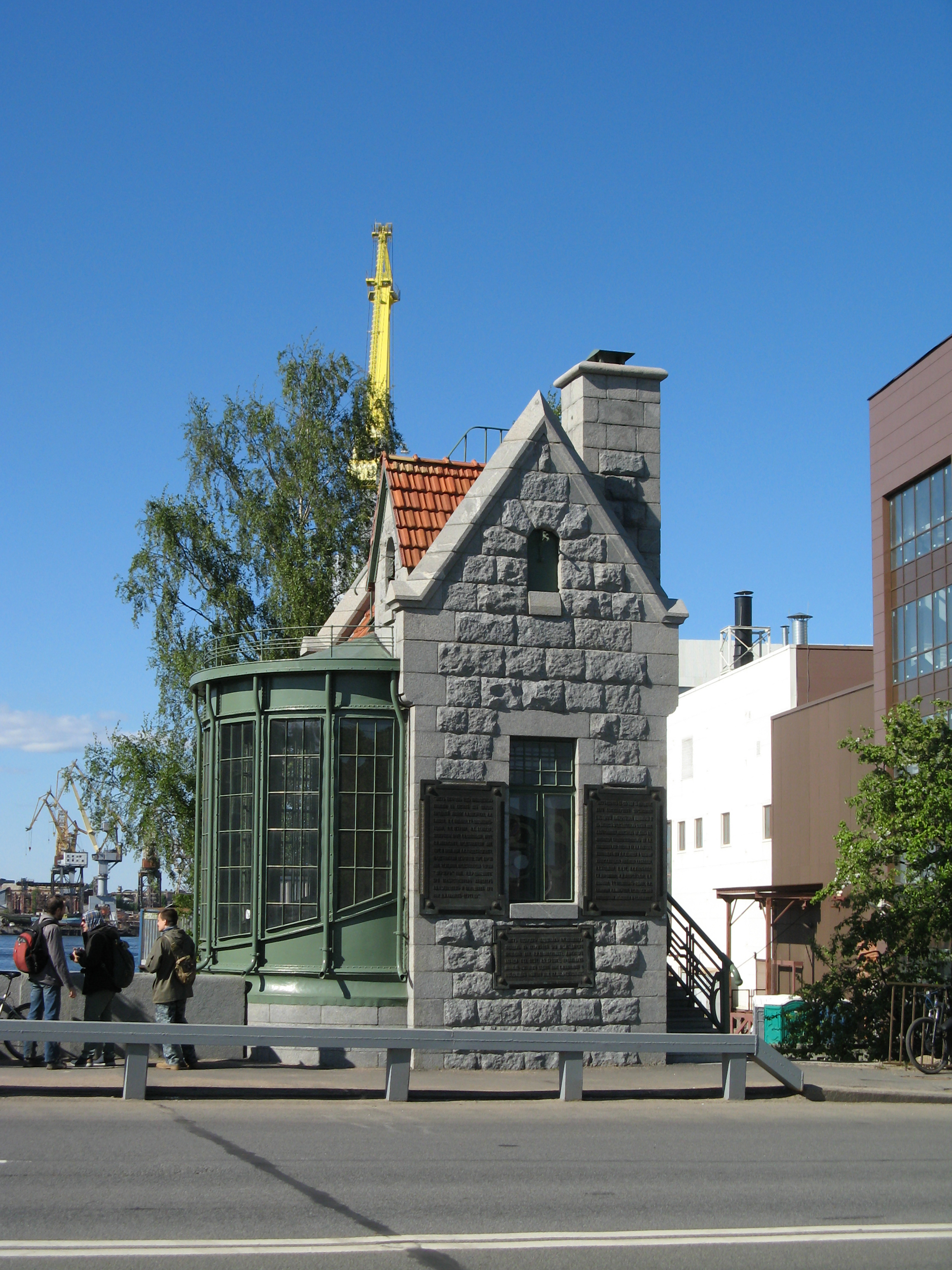
Павильон разводного механизма после реставрации
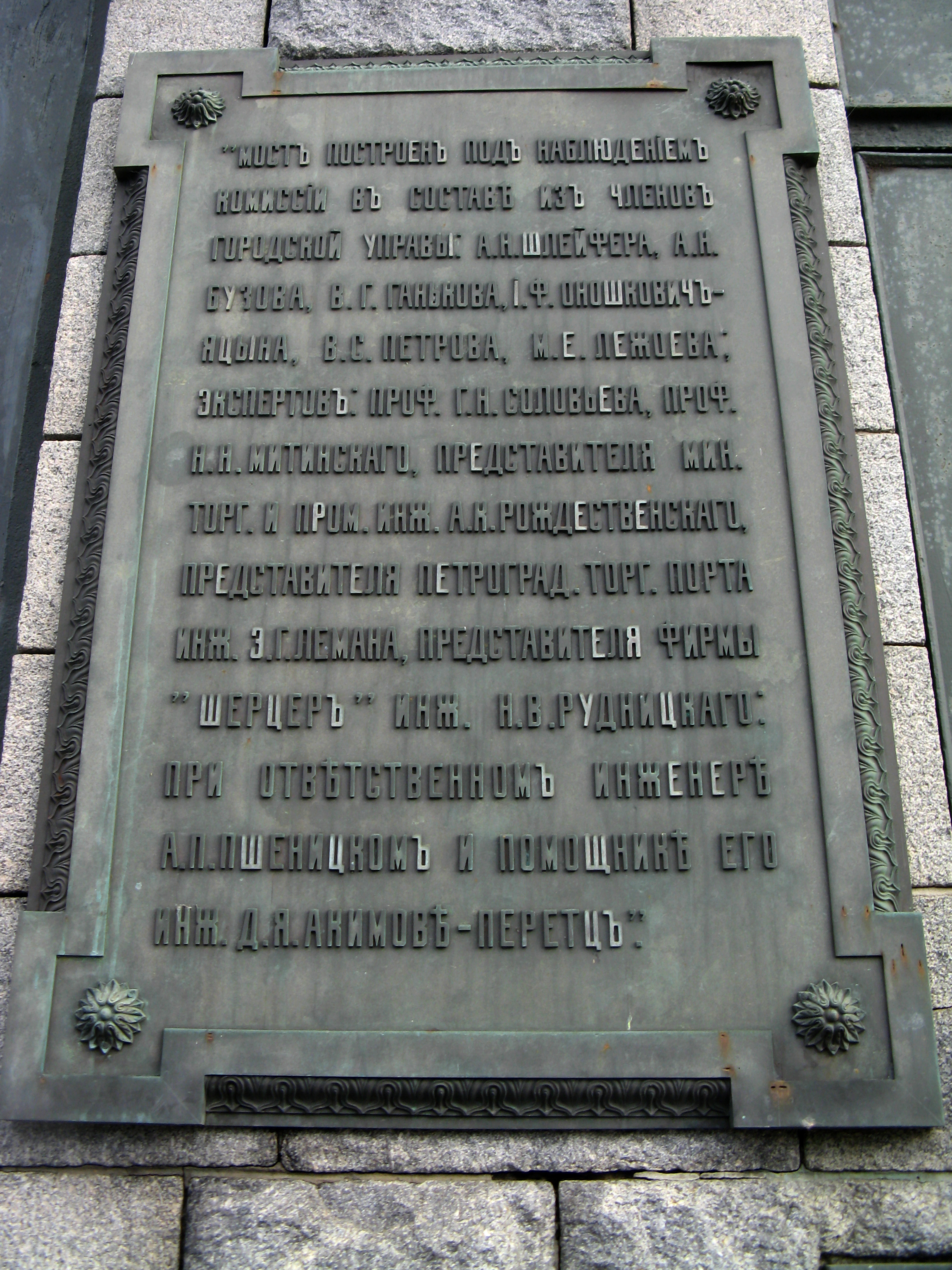
Доска с надписью на павильоне разводного механизма
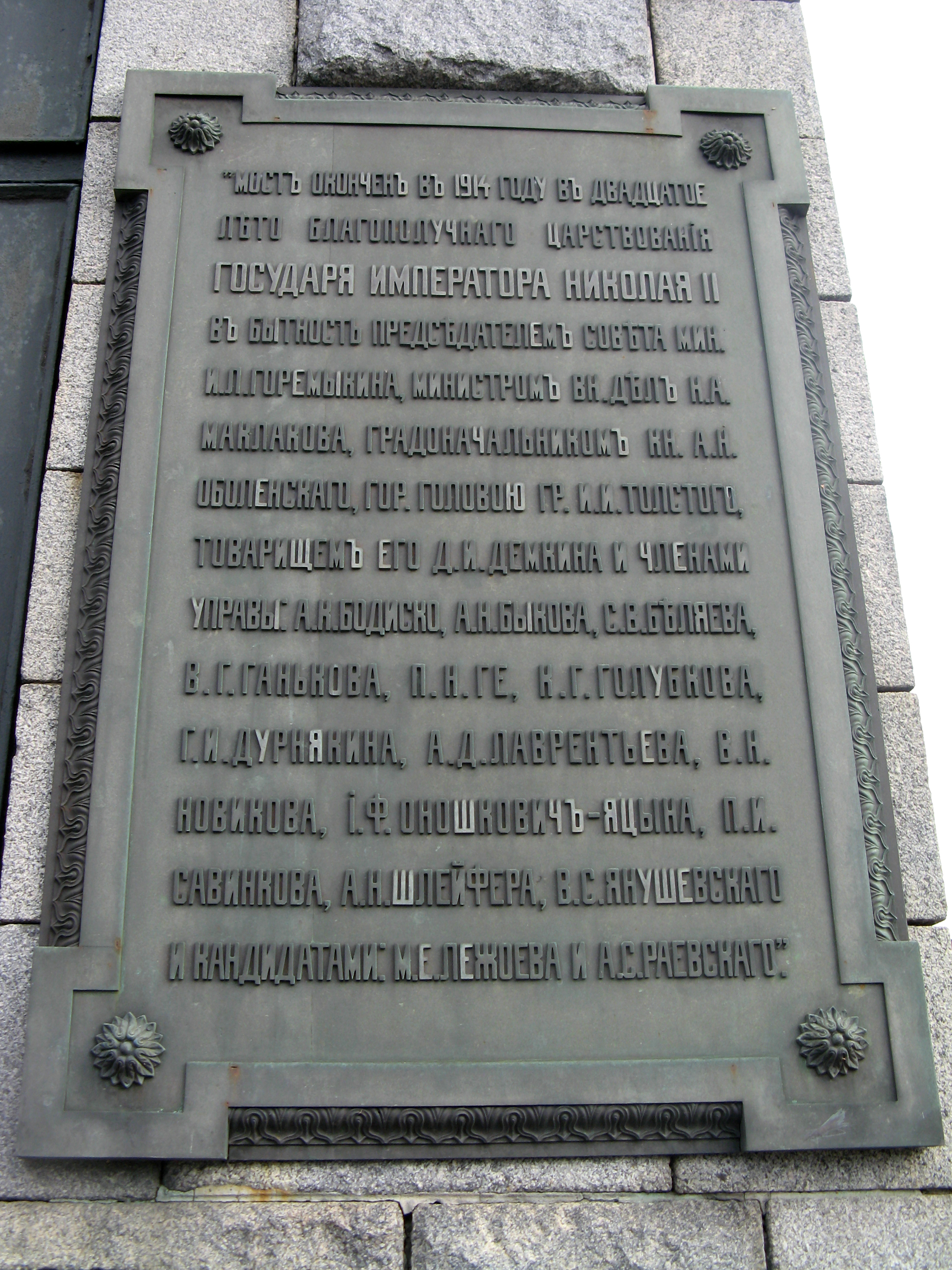
Доска с надписью на павильоне разводного механизма
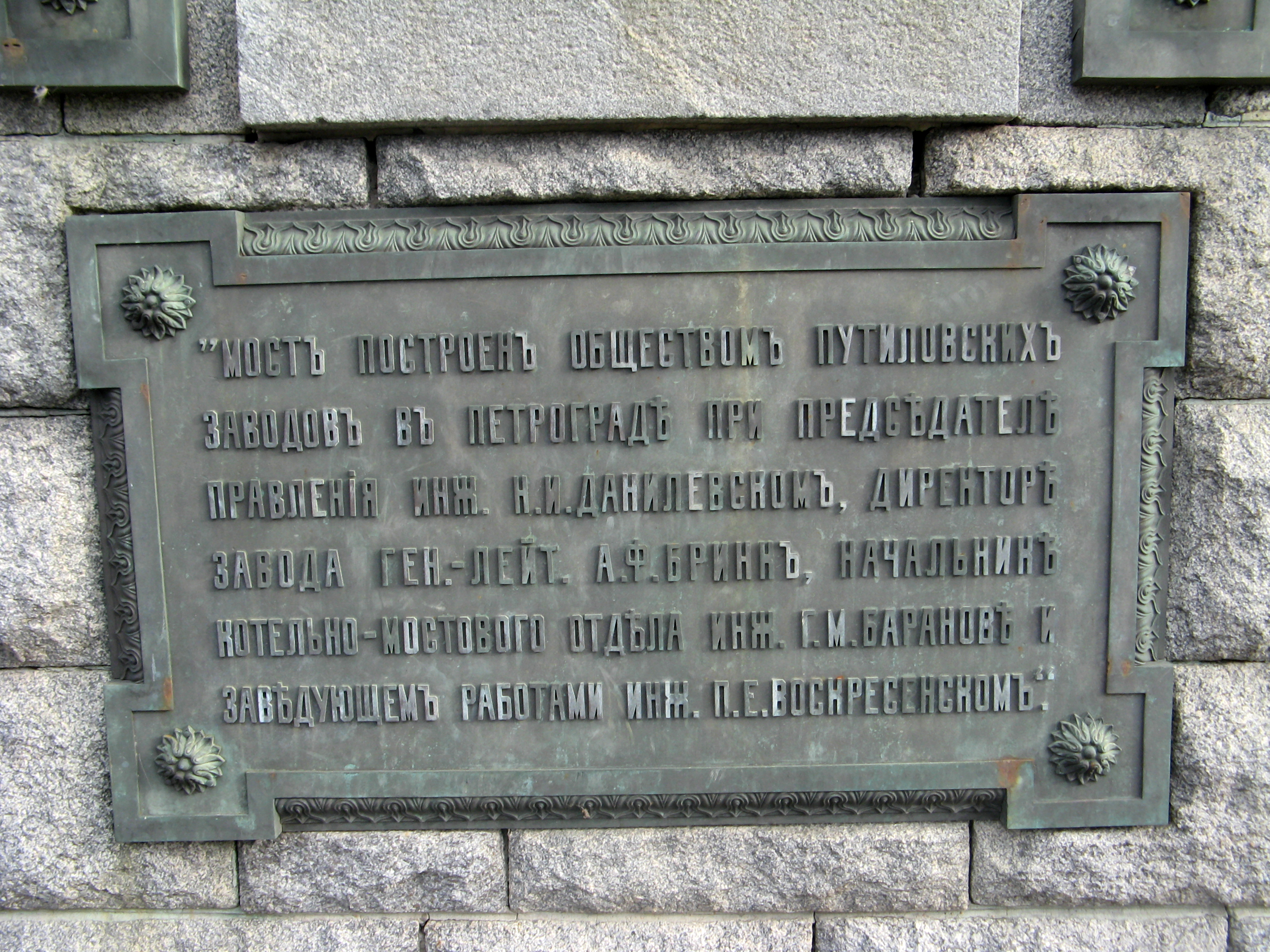
Доска с надписью на павильоне разводного механизма
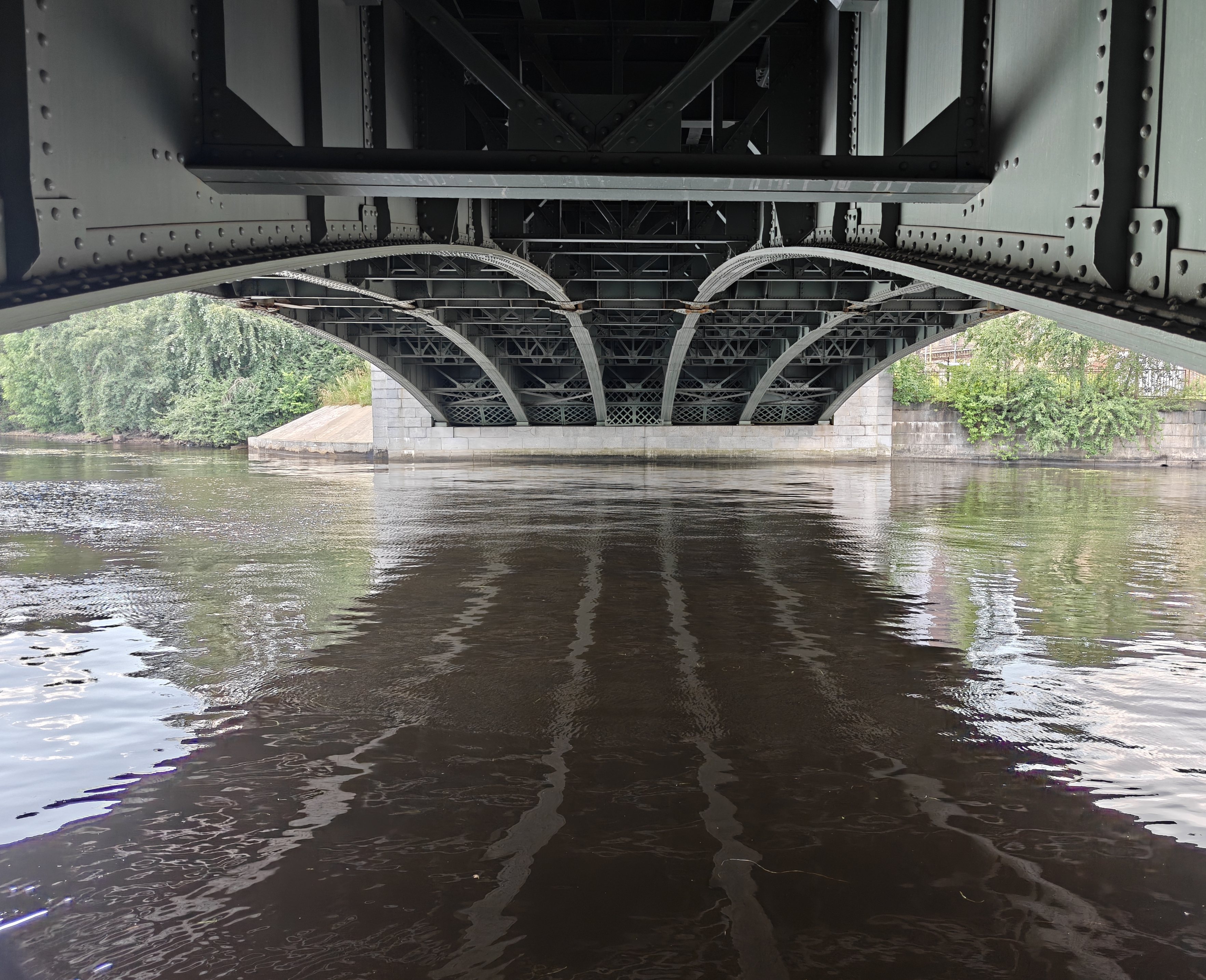
Под мостом
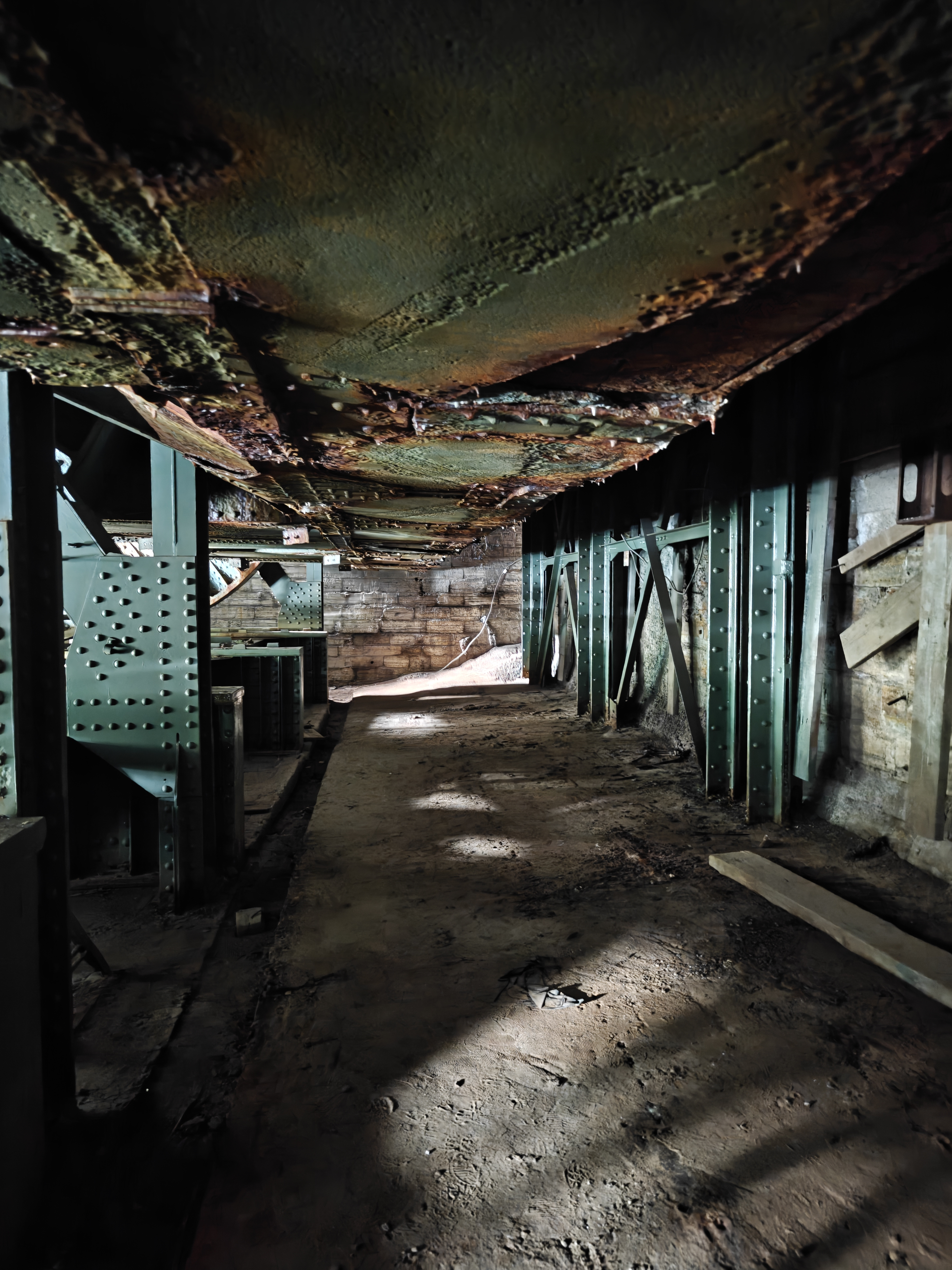
Под мостом
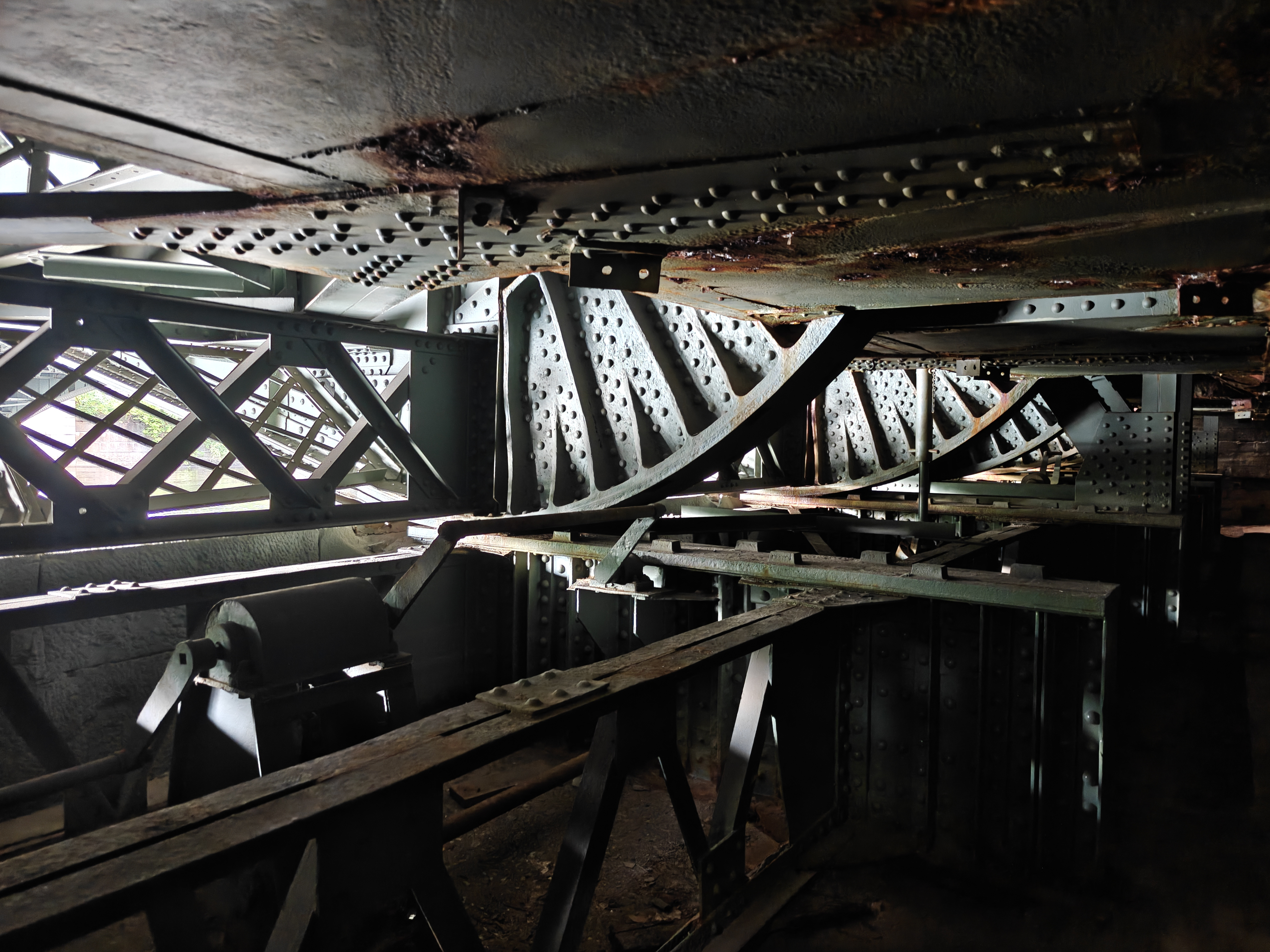
Разводной механизм